# Le Chemin des brumes
Le Chemin des brumes est un documentaire français tourné en automne 2001, dans les monts d’Arrée en Bretagne intérieure et réalisé par Xavier Liébard. Filmé à la manière d'un road-movie, il évoque le lien mystérieux qui relie l’homme au paysage.

## Synopsis
Le Chemin des brumes est l'histoire d'un coup de cœur pour un paysage : les Monts d'Arrée. C'est un territoire secret, où il fait bon se perdre, un lieu magnétique, empli de légendes et de mythes. Le réalisateur se laissant guider par son intuition, suis tour à tour, en pleine période automnale, 6 personnages différents en quête de racine. Malgré la rudesse de l'hiver et l'austérité apparente des lieux, ils ont chacun choisi de rester vivre ici. Jean Huguen est un ancien technicien agricole, il a décidé de s'intéresser à la radiesthésie pour comprendre les forces invisibles de la terre. Youenn Gwernig est un célèbre poète breton. Sur la fin de sa vie, il remercie ces montagnes qui l'ont inspiré tout au long de sa vie d'artiste. Cécile a choisi de se retirer un peu du monde en cultivant ses plantes médicinales. sans doute inspiré par les Korrigans, Juan Perez Escala  est un jeune sculpteur argentin venu dans les montagnes par hasard. Marie France est une restauratrice native des Monts d'Arrée, pour rien au monde elle ne quittera la Croix Cassée l'auberge de ses parents. Et enfin Herny Rolland est un vieil ardoisier qui a passé 52 ans de sa vie dans les ardoisières de Commana en compagnie de son frère. Tous forment à leur manière, une trajectoire intime vers ce paysage singulier, ils évoquent les forces étranges et sécrètent qui nous lient à la terre.

## Détails
C’est au cours d’un repérage pour un long métrage en Bretagne intérieure, avec son frère Vincent que le cinéaste découvre les Monts d’Arrée sous la brume. Fasciné par l’étrangeté de ces crêtes schisteuses, par ses landes à perte de vue, le réalisateur décide d’en faire un des décors de son prochain film. Le long–métrage ne se tournera pas, mais influencé par la lecture des récits paysans d’Anatole Le Braz, il décide d’y tourner son premier documentaire, en prenant pour fil d'Ariane le lien mystérieux qui se tisse entre l’homme et le paysage. Le cinéaste s’installe dans un penty prêté par un ami, et reste trois mois dans la région pour y trouver ses personnages. Après plusieurs semaines de tournage et de montage, le film est terminé. Jugé trop contemplatif, il sera refusé par TV Breizh, la télévision bretonne en septembre 2002. Soutenu par la population de l’Arrée, le réalisateur termine seul le montage de son film et parvient avec les associations de l’Arrée à organiser quelques projections de soutien mais le film est peu montré en dehors des Monts d'Arrée. 10 ans plus tard, grâce à Gilbert Le Traon, la Cinémathèque de Bretagne décide de sortir le film en DVD accompagné de 4 autres films d’archives inédites sur les Monts d’Arrée : « Le chemin des brumes » peut enfin exister.
À la demande de la Cinémathèque de Bretagne, le réalisateur réalise Terres de luttes, un film à base d'images amateures tournées dans les monts d'Arrée entre 1920 et 2000. Ce film, est un film hommage aux habitants des Monts d'Arrée et à leur esprit de résistance. Il sera accompagné d'un film court, un conte de la montagne une parenthèse sur Juan Perez Escala, un personnage du Chemin des Brumes, devenu marionnettiste 10 ans plus tard.

## Fiche technique
- Production : Xavier Liébard
- Réalisation : Xavier Liébard,
- Image : Aurélien Devaux
- Son : Xavier Liébard, Pierre Yves Croguennec[11]
- Assistanat : Nicolas Gouriou
- Mixage : Severin Favriau
- Montage : Xavier Liébard, Sarah Anderson
- Format : Dv Cam
- Genre : documentaire
- Production DVD : Cinémathèque de Bretagne[12]
- Date de diffusion :  France : 15 août 2012   Coop breizh
- Durée : 53 minutes